# 东宝区
31°03′07″N 112°12′05″E / 31.051852°N 112.201493°E
东宝区是中国湖北省荆门市所辖的一个市辖区。总面积为1645平方公里，常住人口人口約33万人。

## 行政区划
东宝区下辖2个街道办事处、6个镇、1个乡：
龙泉街道、泉口街道、栗溪镇、子陵镇、漳河镇、马河镇、石桥驿镇、牌楼镇、仙居乡和东宝工业园区。

## 地理位置
东宝区地处湖北中部、江汉平原西北角，位于东经111°51′（马河镇易畈村沙滩河叉口） - 112°21′（牌楼镇杨冲村马家集），北纬30°51′（牌楼镇荆钟村）- 31°27′（仙居乡太平村胡湾）。东临钟祥市，西接远安县、当阳市，南连掇刀区、漳河新区，北靠南漳县、宜城市。

## 人口
荆门市第七次全国人口普查公报显示东宝区常住人口为328088人，男性人口占比49.75%，女性人口占比50.25%，年龄结构中0-14岁占比11.98%，15-59岁占比68%，60岁以上占比20.02%，65岁以上占比14.13%。

## 交通
- 焦柳铁路：付集站

## 宗教
人口方面，东宝区的共有4000名信徒，分为佛教、道教、基督教和伊斯兰教四大教派。全区共有16人从事宗教教职工作，其中佛教6人、道教4人、基督教4人、伊斯兰教2人。
场地方面，全区共有12个宗教活动场所。其中8处经湖北省民族宗教部登记开放，3处经荆门市民族宗教事务局批准登记。前者中，唐安古寺、团山寺和仙居寺3处为佛教活动场所，白云观和圣境山真武观2处为道教活动场所，城区基督教堂和南桥基督教堂2处为基督教活动场所，城区清真寺为唯一的伊斯兰教活动场所；后者则包含了九龙谷老君台、栗溪念佛堂和南桥基督教堂盐池教学点3处。此外，当地的宗教场所还在学业、食物等方面展开过工作。
政府方面，当地政府主办了“和谐寺观教堂”、“宗教慈善周”和“宗教体验日”等活动，并对各个宗教协会会长、场所负责人和教职人员培训2次，提高其素质。